# Pain noir (film)
Pour les articles homonymes, voir Pain noir.
Pour plus de détails, voir Fiche technique et Distribution.
Pain noir (titre original en catalan : Pa negre, IPA : [ˈpa ˈnɛɣɾə]) est un film catalan en langue catalane réalisé en 2010 par Agustí Villaronga (Prison de cristal, El niño de la luna, El mar) et adapté du roman éponyme de l’écrivain Emili Teixidor.

## Synopsis
Dans les années suivant la guerre civile d’Espagne, marquées par la violence et la misère, un mystérieux meurtre vient secouer les secrets enfouis d’un petit village de Catalogne. Andreu, jeune adolescent dont le père est injustement accusé du crime, pénètre dès lors un monde d’adultes fait de vices et de mensonges.

## Fiche technique
- Titre : Pa negre
- Réalisation : Agustí Villaronga
- Scénario : Agustí Villaronga (adaptation), Emili Teixidor (roman)
- Costumes : Mercè Paloma
- Photographie : Antonio Riestra
- Montage : Raúl Román
- Production : Lluís Ferrando, Isona Passola, Elisa Plaza, Charlie Tello
- Sociétés de production : Massa d'Or Produccions
- Pays d'origine :  Espagne
- Langue : catalan
- Genre : drame
- Durée : 108 minutes
- Date de sortie : 2010

## Distribution
- Francesc Colomer (es) : Andreu
- Marina Comas : Núria
- Nora Navas : Florència
- Roger Casamajor : Farriol
- Lluïsa Castell : Ció
- Mercé Arànega (ca) : Ms. Manubens
- Marina Gatell (es) : Enriqueta
- Elisa Crehuet : la grand-mère
- Sergi López : le maire
- Laia Marull : Pauleta
- Eduard Fernández : le professeur

## Prix et distinctions
Pa negre a bénéficié d’un succès retentissant en Espagne puisqu’il a remporté 9 récompenses à l’édition 2011 des Goya, 13 Gaudí à Barcelone et il fut récompensé au dernier festival de Saint-Sébastien.

### Prix
- 2010
  - Coquille d'argent de la meilleure actrice au 58e festival de Saint-Sébastien pour Nora Navas
- 2011
  - 25e cérémonie des Goyas[1],[2]
    - Goya du meilleur film
    - Goya du meilleur réalisateur pour Agustí Villaronga
    - Goya de la meilleure actrice pour Nora Navas
    - Goya de la meilleure révélation féminine pour Marina Comas
    - Goya de la meilleure révélation masculine pour Francesc Colomer
    - Goya du meilleur second rôle féminin pour Laia Marull
    - Goya de la meilleure adaptation pour Agustí Villaronga
    - Goya de la meilleure photographie pour Antonio Riestra
    - Goya des meilleurs décors pour Ana Alvargonzalez

- - 3e Gala des Prix Gaudí
  - Gaudí du meilleur film catalan
  - Gaudí du meilleur réalisateur pour Agustí Villaronga
  - Gaudí du meilleur scénario pour Agustí Villaronga
  - Gaudí de la meilleure actrice pour Nora Navas
  - Gaudí de la meilleure actrice de soutien pour Marina Comas
  - Gaudí du meilleur acteur de soutien pour Roger Casamajor
  - Gaudí de la meilleure direction artistique pour Ana Alvargonzález
  - Gaudí de la meilleure photographie pour Antonio Riestra
  - Gaudí de la meilleure musique originale pour José Manuel Pagán
  - Gaudí du meilleur son pour Dani Fontrodona, Novillo Fernando et Casals Ricard
  - Gaudí des meilleurs costumes pour Mercè Paloma
  - Gaudí des meilleurs maquillages et coiffures pour Satur Merino et Alma Casal
  - Gaudí de la meilleure gestion de production pour Aleix Castellón